# ناتالیا وودیانوا
ناتالیا وودیانوا (روسی: [Наталья Михайловна Водянова, pronunciation Nataľja Mikhajlovna Vodjanova] Error: {{Lang}}: متن دارای نشانه‌گذاری ایتالیک است (راهنما)؛ زادهٔ ۲۸ فوریهٔ ۱۹۸۲) یک مانکن اهل روسیه است.
ناتالیا وودیانوا چند نهاد خیریه برای کمک به کودکان معلول و فقیر را در روسیه اداره می‌کند. ودیانوا در پاریس زندگی می‌کند
از فیلم‌ها یا برنامه‌های تلویزیونی که وی در آن نقش داشته است می‌توان به برخورد تایتان‌ها و سی‌کیو اشاره کرد.